# Jochem Vermeulen
Jochem Vermeulen (2 augustus 1998) is een Belgische atleet, gespecialiseerd in de middellange afstand. Hij werd vice-Europees kampioen en eenmaal Belgisch kampioen.

## Loopbaan
Vermeulen verbeterde in 2015 het Belgisch scholierenrecord op de 1500 m.  Hij nam op dat nummer ook deel aan de wereldkampioenschappen U18 in Cali en werd tiende in de finale.
Na verschillende jaren met verschillende blessures, waarbij hij in 2019 op de 1500 m wel een vierde plaats haalde op de Belgische kampioenschappen, kwam Vermeulen in 2021 terug met sprekende resultaten. Op een meeting in Nijmegen in 2021 verbeterde hij zich op de 1500 m naar 3.36,40. Tijdens de Nacht van de Atletiek stelde hij dit persoonlijk record bij tot 3.35,21. Hij was op dat moment de vijfde beste Belg aller tijden op die afstand. Vermeulen werd dat jaar tweede op het Belgisch kampioenschap 1500 m. In 2023 werd hij op dit nummer voor het eerst Belgisch indoorkampioen.
In 2023 verbeterde hij zijn tijd op de 1500m naar 3.34,16 tijdens de Nacht van de Atletiek in Heusden. Hij werd hiermee toen vierde beste Belg aller tijden en deze tijd leverde hem een ticket op voor de WK in Boedapest. Hier werd hij met 3.35,45 uitgeschakeld in de reeksen.
Club
Vermeulen was aangesloten bij Atletiekclub Kapellen en stapte over naar Atletiekclub Lyra. Na de fusie met Lierse Atletiekclub belandde hij bij fusieclub Atletiekvereniging Lyra-Lierse.

## Belgische kampioenschappen
Indoor
| Onderdeel | Jaar |
| --------- | ---- |
| 1500 m    | 2023 |

## Persoonlijke records
Outdoor
| Onderdeel | Prestatie       | Datum            | Plaats         |
| --------- | --------------- | ---------------- | -------------- |
| 800 m     | 1.46,38         | 15 juni 2024     | Heusden-Zolder |
| 1500 m    | 3.31,74 (ex-NR) | 22 augustus 2024 | Lausanne       |
| 1 mijl    | 3.51,00 (ex-NR) | 20 juli 2024     | Londen         |

Indoor
| Onderdeel | Prestatie       | Datum           | Plaats   |
| --------- | --------------- | --------------- | -------- |
| 1500 m    | 3.36,17 (ex-NR) | 2 februari 2025 | Boston   |
| 1 mijl    | 3.53,68         | 8 februari 2025 | New York |

## Palmares

### 1500 m
- 2015: 10e WK U18 in Cali – 3.54,40
- 2021:  Nacht van de Atletiek – 3.35,21
- 2022:  BK AC – 3.39,01
- 2023: 4e Nacht van de Atletiek – 3.34,16
- 2023:  BK indoor AC – 3.55,44
- 2023:  BK AC – 3.42,07
- 2023: 9e in reeks WK in Boedapest – 3.35,45
- 2024:  EK in Rome - 3.33,30
- 2024: 6e in herk. OS in Parijs - 3.36,14
- 2024: 6e Athletissima in Lausanne - 3.31,74 (NR)
- 2024: 9e Weltklasse Zürich - 3.33,07
- 2025: 8e in reeks EK indoor te Apeldoorn - 3.54,33